# Alania cunninghamii
Alania cunninghamii Steud. – gatunek wieloletnich, ziemnopączkowych roślin z monotypowego rodzaju Alania Endl., z rodziny Boryaceae, endemiczny dla środkowo-wschodniej Nowej Południowej Walii, gdzie występuje na wilgotnych skałach, w górach na zachód od Sydney.  

## Morfologia
Pęd podziemnyKrótkie kłącze.
ŁodygaProste lub rozgałęzione, raczej płożące.
LiścieUlistnienie skrętoległe. Liście liczne, tworzące pochwę liściową, siedzące, o blaszce równowąskiej, z równoległym użyłkowaniem.
KwiatyKwiaty zebrane w grono wsparte podsadkami. Każdy kwiat dodatkowo wsparty jest przysadką i kilkoma podkwiatkami. Okwiat pojedynczy złożony z białych, wolnych, błoniastych listków. Pręciki wolne. Zalążnia trójkomorowa, mała, jajowata. Szyjka słupka krótka, nitkowata, silnie kolankowata, zakończona drobnym, główkowatym znamieniem. Miodniki obecne w szczelinach na ścianie zalążni. Zalążki anatropowe.
OwoceJajowate torebki. Nasiona małe, elipsoidalne, czarne.
GenetykaLiczba chromosomów 2n wynosi 22.

## Systematyka
Pozycja rodzaju według Angiosperm Phylogeny Website (aktualizowany system APG IV z 2016)Rodzaj zaliczany jest do rodziny Boryaceae, należącej do rzędu szparagowców (Asparagales) zaliczanych do jednoliściennych (monocots).